# Silurus soldatovi

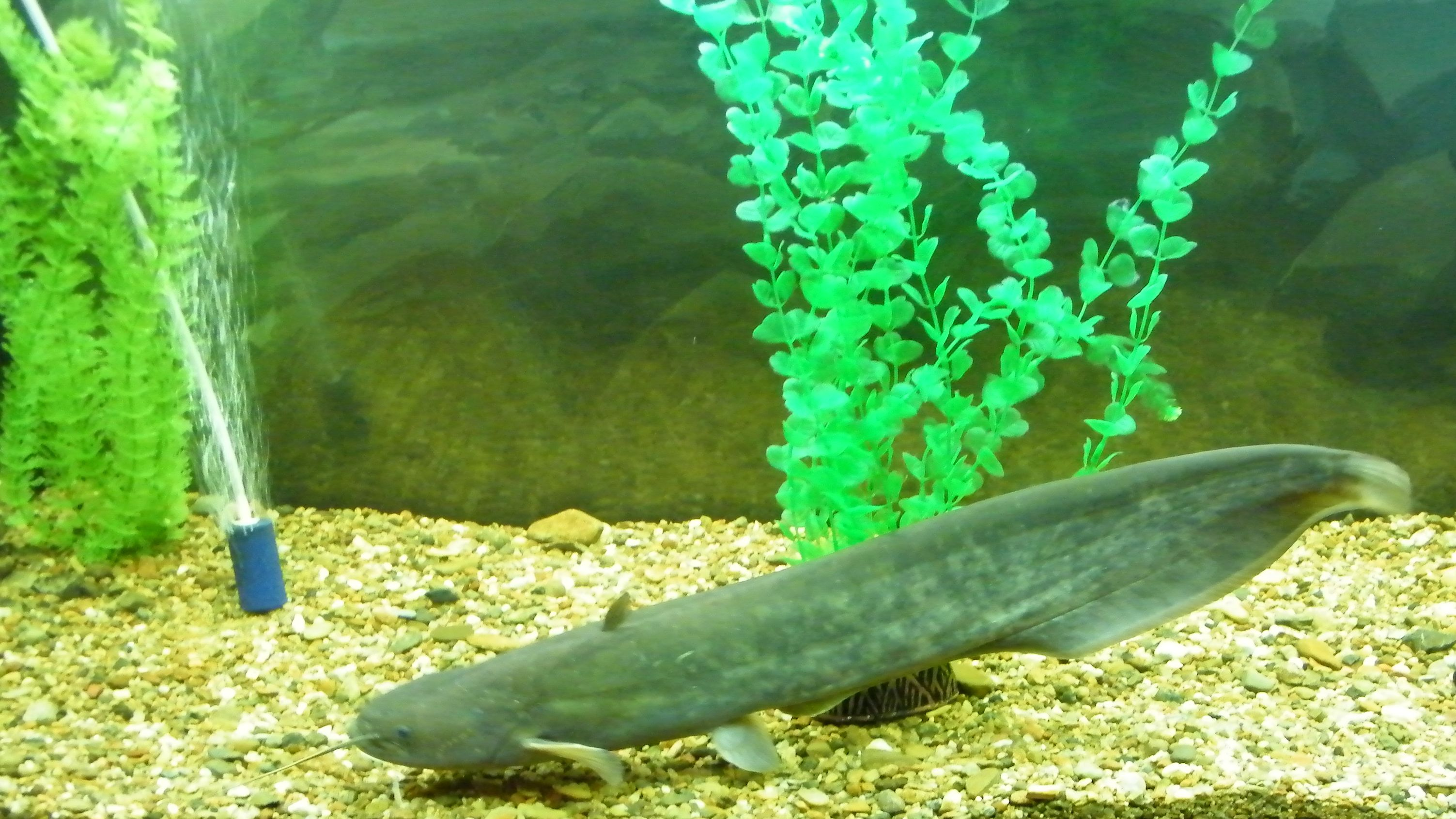
Silurus soldatovi

Silurus soldatovi, auf Englisch Soldatov's Catfish oder Northern Sheatfish, auf Russisch сом Солдатова und auf Mandarin-Chinesisch 怀头鲶 genannt, ist eine große Welsart aus Fernost.

## Vorkommen und Lebensraum
Silurus soldatovi lebt im Amurbecken (z. B. Ussuri) in Russland und China. Auf der chinesischen Seite kommt er beispielsweise im Heilongjiang River und Liao He vor. Silurus soldatovi bevorzugt Wassertemperaturen von 5 bis 25 °C.

## Beschreibung
Silurus soldatovi besitzt einen großen abgeflachten Kopf. Sein Maul ist stumpf und abgerundet, der Oberkiefer ist kürzer als der Unterkiefer. Barteln befinden sich am Oberkiefer und am Kinn. Er hat folgende Flossenformel: Dorsale sechs Weichstrahlen, Anale 83–90 Weichstrahlen. Seine Lebensdauer wird mit 20 Jahren angegeben. Silurus soldatovi kann bis vier Meter lang und 40 Kilogramm schwer werden.

## Lebensweise
Über die Lebensweise des seltenen Silurus soldatovi ist kaum etwas bekannt.

## Wirtschaftliche Bedeutung
Silurus soldatovi ist aufgrund seines hohen Proteingehaltes, des wohlschmeckenden Fleisches und seines schnellen Wachstums ein beliebter Speisefisch, der sich in Aquakulturen halten lässt. Hinzu kommt, dass er auch niedrige Wassertemperaturen gut verträgt.

## Gefährdungssituation
Der Bestand von Silurus soldatovi ist durch Überfischung, Habitatdegradation und Gewässerverschmutzung bedroht. Aufgrund seiner lokal begrenzten Verbreitung und der geringen Bestandsdichte gilt die Population mittlerweile als stark gefährdet.